# NGC 5413
NGC 5413 é uma galáxia elíptica (E) localizada na direcção da constelação de Draco. Possui uma declinação de +64° 54' 41" e uma ascensão recta de 13 horas, 57 minutos e 53,5 segundos.
A galáxia NGC 5413 foi descoberta em 2 de Abril de 1832 por John Herschel.